# Hästskofallen
Hästskofallen (engelska: Horseshoe Falls) ingår i Niagarafallen. Hästskofallen, som även går under namnet Kanadensiska fallen (engelska: Canadian Falls), ligger till två tredjedelar i Kanada (provinsen Ontario) och till en tredjedel i USA (delstaten New York). Hästskofallet är cirka 49 meter högt och 915 meter brett. Förr i tiden åkte man i tunnor ner för fallet men nu är det förbjudet på grund av den höga risken för skador och dödsfall.